# Гатковка
Гатковка (укр. Гатківка) — село в Сокальской городской общине Шептицкого района Львовской области Украины.
Население по переписи 2001 года составляло 73 человека. Занимает площадь 0,03 км². Почтовый индекс — 80044. Телефонный код — 3257.